# Fleetwood Mac
Флитвуд Мек (енгл. Fleetwood Mac) британско-амерички је рок бенд, основан у Лондону 1967. године. Група је продала више од 100 милиона плоча широм света, што их чини једним од најпродаванијих бендова у свету. 

## Каријера
Флитвуд Мек је основао гитариста Питер Грин, бубњар Мик Флитвуд и гитариста Џереми Спенсер. Нису имали сталног бас-гитаристу у првих неколико месеци док Грин није убедио Џона Мекви, да се придружи бенду, чиме је створен први стални састав, који је снимио свој први албум. Дени Кирван је у групу дошао као трећи гитариста 1969. године, заједно са клавиристкињом Кристин Перфект, која је учествовала као сешн музичар, почевши од другог албума, док се касније удала за Џона Меквиаа који се придружио групи 1970. године. За то време група је била на првом месту британске блуз листе. Лични проблеми довели су до тога да први гитаристи Грин и Спенсер напусте бенд у кратком року, а заменили су их Боб Велч и Боб Вестон. Међутим, 1974. године Велч и Вестон су обојица отишли, остављајући групу без главног певач гитаристе.

## Дискографија
Студијски албуми
- Fleetwood Mac (1968)
- Mr. Wonderful (1968)
- Then Play On (1969)
- Fleetwood Mac in Chicago (1969)
- Kiln House (1970)
- Future Games (1971)
- Bare Trees (1972)
- Penguin (1973)
- Mystery to Me (1973)
- Heroes Are Hard to Find (1974)
- Fleetwood Mac (1975)
- Rumours (1977)
- Tusk (1979)
- Mirage (1982)
- Tango in the Night (1987)
- Behind the Mask (1990)
- Time (1995)
- Say You Will (2003)